# Calcifibrospongia
Calcifibrospongia is een geslacht van sponsdieren uit de familie van de gewone sponzen (Demospongiae).

## Soort
- Calcifibrospongia actinostromarioides Hartman, 1979